# Urban Trad

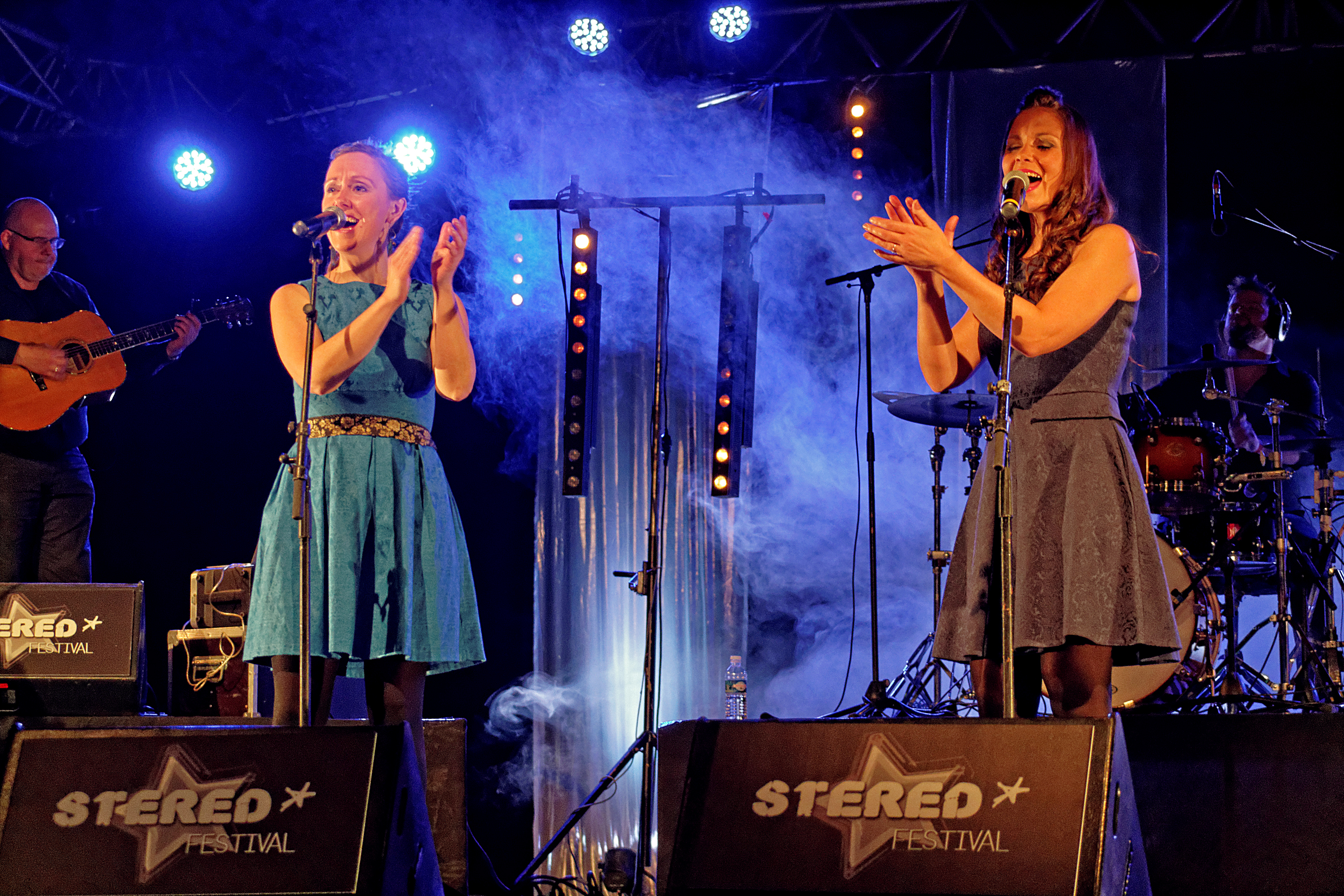
Soetkin Collier och Veronica Codesal 2015

Urban Trad är en belgisk folkmusikgrupp som består av medlemmar med både nederländska och franska som modersmål.
Den har nio medlemmar, både manliga och kvinnliga. Gruppens musik är folkmusikinspirerad, pop/rock-musik. Gruppen har funnits sedan maj 2000, har givit ut ett antal skivor. I Frankrike och Belgien har gruppen turnerat under de sista åren. Deras skivor ges ut av skivbolaget Coop Breizh. 
Gruppen representerade Belgien i Eurovision Song Contest 2003 med låten Sanomi, som är gjord på ett påhittat språk. Låten kom på andra plats med 165 poäng, bara två poäng från Turkiet som hade 167 poäng.

## Diskografi

### Studioalbum
- One o Four (2001)
- Sanomi (2003)[1]
- Kerua (2003)
- Elem (2004)
- Erbalunga (2007)